# Service Set
Service Set bezeichnet nach der Norm 802.11 des Institute of Electrical and Electronics Engineers alle Geräte in einem WLAN. In dieser Struktur tauchen einige verwandte Begriffe auf.

## Basic Service Set
Ein Basic Service Set (BSS) entsteht durch Synchronisation grundlegender Parameter mehrerer Geräte, die eines der Geräte mittels Senden eines Vorschlags im Format START beginnt und andere im Format JOIN akzeptieren können. Durch JOIN werden im Wesentlichen nur die möglichen Datenübertragungsraten bestätigt.
Welche der beiden Arten eines BSS entsteht, wird dadurch bestimmt, ob Verbindungen zu anderen Netzen wie anderen BSS geschaffen werden:
- Ein Independent Basic Service Set (IBSS) ist ein BSS ohne Verbindung zu anderen Netzen, ein in sich geschlossenes Netzwerk. Ein IBSS kann ein Ad-hoc-Netz sein.
- Ein Extended Service Set (ESS) ist ein BSS mit Verbindung zu anderen Netzen auch anderer Standards wie Ethernet. Ein ESS ist ein Infrastruktur-Netzwerk.

Das beginnende Gerät sendet fortlaufend ein Taktsignal, und in einem IBSS ist jedes Gerät gleichermaßen für diese Aufgabe zuständig, sodass ein solches BSS ohne das beginnende Gerät fortbestehen kann.

## Basic Service Set Identification
Die Basic Service Set Identification (BSSID) bezeichnet jedes BSS eindeutig. Im Infrastruktur-Modus entspricht sie der MAC-Adresse des Wireless Access Points. Wird ein WLAN im Ad-hoc-Modus betrieben, wird die BSSID ersatzweise als Zufallszahl erzeugt, da hier keine Access Points zum Einsatz kommen.

## Service Set Identifier
Die SSID (Service Set Identifier) ist ein frei wählbarer Name eines Service Sets, durch den es ansprechbar wird. Da diese Kennung oftmals manuell von einem Benutzer in Geräte eingegeben werden muss, ist sie oft eine Zeichenkette, die für Menschen leicht lesbar ist, und sie wird daher allgemein als (Funk-)Netzwerkname des WLANs bezeichnet. 
Die meisten Wireless Access Points bieten nur Unterstützung für eine SSID, es gibt jedoch auch Geräte, die mehrere SSIDs zugleich tragen können. Solche multiplen SSIDs ermöglichen einem Wireless Access Point, mehrere Virtual Local Area Networks anzubieten.
Eine SSID kann bis zu 32 Byte lang sein und entsprechend bis zu 32 octet-Zeichen umfassen, normalerweise werden hierfür ASCII-Zeichen verwendet. Seit dem Standard IEEE 802.11-2012 kann signalisiert werden, dass diese als UTF-8 encodiert sind. Sendet ein Gerät einen Datenframe mit leerer SSID, senden Wireless Access Points als Antwort jede SSID, die sie unterstützen. Aus diesen Antworten kann das Gerät eine Liste erzeugen, die dem Benutzer die Auswahl eines Service Sets ermöglicht. 

### Versteckte Netze
Als scheinbare Sicherheitsmaßnahme kann die Aussendung (broadcast beacon) der SSID bei manchen Basisstationen abgeschaltet werden. Vor dem Beitritt ist es dann nötig, sie zusätzlich zu einem eventuell verwendeten Kennwort einzugeben. Allerdings führt  diese Einstellung dazu, dass die WLAN-Clients regelmäßig aktiv nach allen gespeicherten Netzwerknamen solcher „versteckten“ Netze suchen müssen, auch falls sich die Basisstation nicht in der Nähe befindet. Dies kann leicht für einen Angriff auf diese Endgeräte ausgenutzt werden, indem durch den Angreifer die Anwesenheit des Access Point simuliert wird. 
Weiterhin ist die Wirkung von Sicherheit durch Verschleiern eher gering; mit dieser Methode können nur unbedarfte Gelegenheitseinbrecher vom Funknetz ferngehalten werden.
In einem aktiv benutzten WLAN kann die SSID schnell festgestellt werden. Sobald ein Angreifer nämlich einen Client mittels eines WLAN-Sniffers beim Beitreten des Netzes oder auch nur der Suche nach einem eingespeicherten Netz belauscht, erfährt er auch die bisher unterdrückte SSID. Um nicht auf diesen Vorgang warten zu müssen, kann der Angreifer mit gefälschten Datenpaketen Clients gezielt aus dem Netz werfen. Da diese sich dann in der Regel automatisch wieder anmelden, erfährt er so im Handumdrehen die unterdrückte SSID. Der passive Netzwerk-Sniffer Kismet beispielsweise hat dann keinerlei Probleme, die SSID mitzuschneiden.

### WLAN-basierte Ortung
Um WLAN-basierte Ortung anbieten zu können, erfassen Location-Mapping-Dienste die SSIDs und Standorte von Access Points. Einige dieser Dienste versprechen, WLANs nicht in ihre Datenbanken aufzunehmen bzw. aus ihren Datenbanken zu löschen, wenn deren Netzwerkname mit der Zeichenkette „_nomap“ endet.